# The Kid Brother
The Kid Brother (titulada en español como El hermanito) es una película muda de comedia estadounidense de 1927 protagonizada por Harold Lloyd. Tuvo un gran éxito y fue popular en el momento de su lanzamiento y, hoy en día, es considerada por críticos y fanáticos como una de las mejores películas de Lloyd, que integra elementos de comedia, romance, drama y desarrollo de personajes. Su historia es un homenaje a una película de 1921 llamada Tol'able David, aunque es esencialmente una nueva versión de una película poco conocida de Hal Roach de 1924, The White Sheep, protagonizada por Glenn Tryon.

## Sinopsis

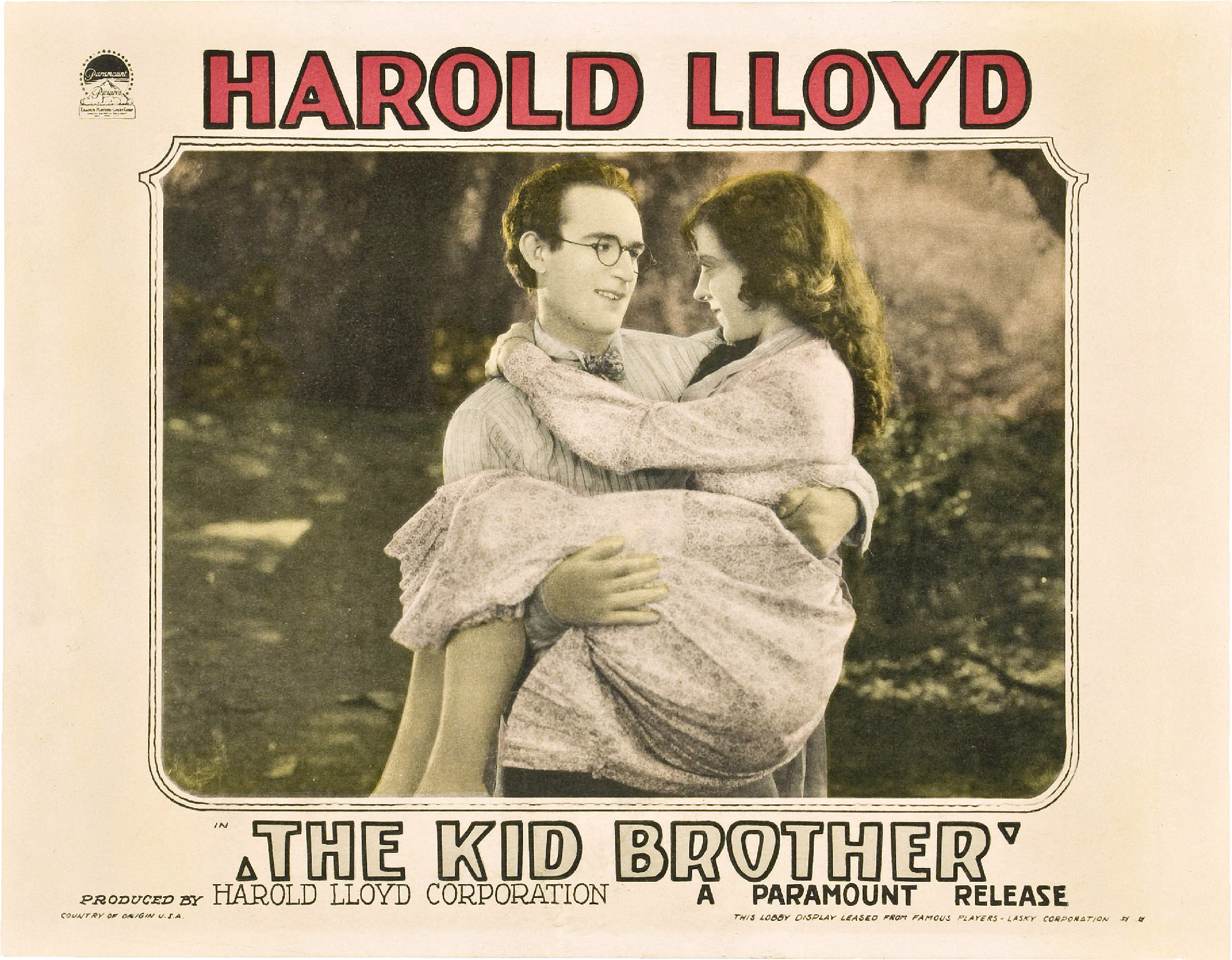
Harold y Mary.

Los Hickory son una familia respetada en Hickoryville. El sheriff Jim y sus grandes y fuertes hijos Leo y Olin tienen poco respeto por el hijo menor, Harold, que no tiene sus músculos.
Cuando Jim, Leo y Olin van a una importante reunión de la ciudad para discutir una presa, Harold se queda atrás. Se pone el arma y la placa de su padre y «Flash» Farrell, quien dirige un programa ambulante de medicina para Mary después de la muerte de su padre, lo confunde con el sheriff. Farrell habla con Harold para que firme un permiso para que él, el fuerte Sandoni y la bailarina Mary actúen. Más tarde, Mary intenta evitar las atenciones no deseadas de Sandoni y se encuentra con Harold, donde se atraen el uno por el otro.
Cuando Jim descubre que Harold autorizó el programa de medicina, le ordena a su hijo que cierre la función. Harold lo intenta, pero Farrell se burla de él y luego lo tiene atado. El enemigo jurado de Harold, Hank Hooper, lo arroja y accidentalmente inicia un incendio que consume el carro de exhibición de medicinas. Harold invita a Mary a pasar la noche en la casa familiar. Jim está dormido, por lo que Harold no puede obtener su permiso; Harold tiene que usar su ingenio para superar la oposición de sus hermanos. Sin embargo, la señora Hooper y su hijo Hank aparecen y se llevan a Mary con ellos, ya que no sería decente que Mary pasara la noche en una casa sin mujeres.
El día siguiente es una celebración en la ciudad, donde se supone que Jim entregará a un funcionario estatal los fondos recaudados por los residentes para ayudar a construir la presa. Sin embargo, el dinero no está. Jim sospecha fuertemente que Farrell y Sandoni son los responsables, pero Sam Hooper lo acusa del robo y se niega a dejarlo ir tras ellos. Jim envía a Leo y Olin, pero no a Harold, tras ellos. Cuando regresan con las manos vacías, Jim se deja atar, donde se empieza a hablar de lincharlo.
Harold le confiesa a Mary que él no es la persona que pretendía ser, pero ella le dice que tiene fe en él. Entonces Hank la acusa de estar involucrada en el robo. Harold se defiende cuando algunos hombres la agarran, solo para que Hank lo golpee y lo deje a la deriva en un bote de remos. Se despierta después de que el bote llega a un barco abandonado y varado. A bordo encuentra a los verdaderos ladrones. Sandoni se deshace de Farrell después de que discuten sobre la división del botín. Luego, el hombre fuerte ve a Harold y lo persigue por todo el barco. Finalmente, Harold somete a Sandoni y corre de regreso a la ciudad con su prisionero y el dinero para salvar a su padre. Jim, impresionado, le dice: «Hijo, eres un verdadero Hickory». Mientras Harold y Mary se alejan, se encuentran con Hank. Harold reúne el coraje para luchar contra su némesis de toda la vida y lo golpea.

## Reparto
- Harold Lloyd como Harold Hickory;
- Jobyna Ralston como Mary Powers;
- Walter James como Jim Hickory;
- Leo Willis como Leo Hickory;
- Olin Francis como Olin Hickory;
- Constantine Romanoff como Sandoni;
- Eddie Boland como «Flash» Farrell;
- Frank Lanning como Sam Hooper;
- Ralph Yearsley como Hank Hooper.

## Producción

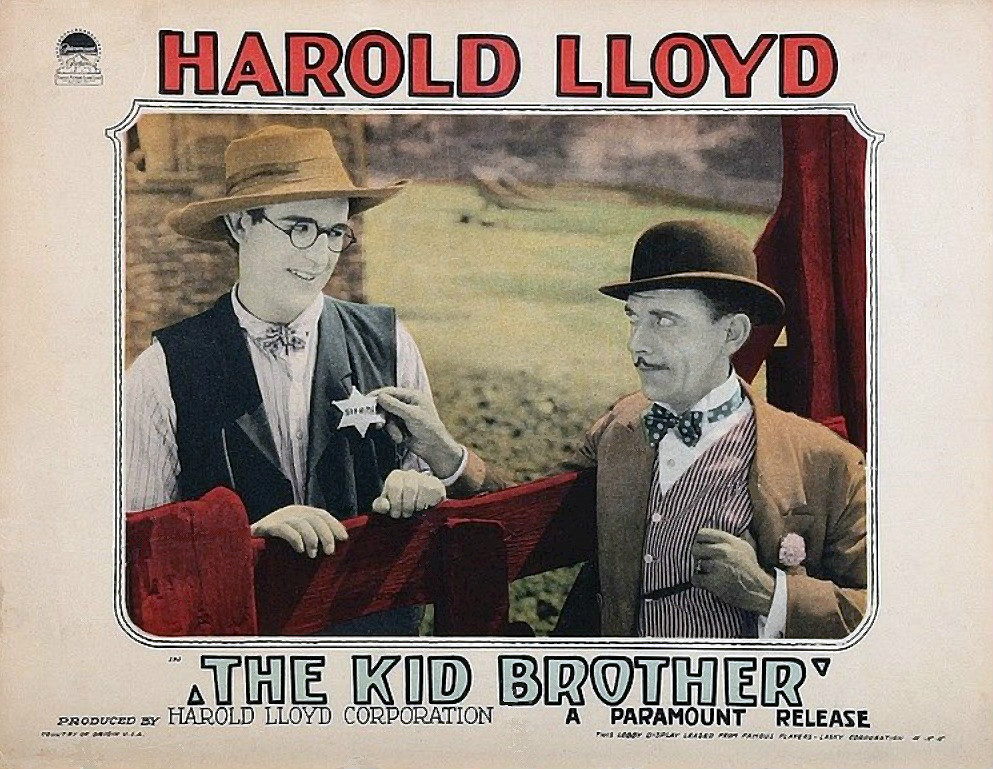
Cartel de cine para anunciar la película.

Esta fue la última de las películas de Lloyd protagonizada por Jobyna Ralston, quien interpretó a la protagonista en cinco de sus películas anteriores. Continuaría desempeñando un papel secundario en Alas.
Lloyd quería que la película tuviera más bromas que cualquiera de sus películas anteriores, por lo que alrededor de ocho escritores y bromistas trabajaron en el guion. Muchos de estos fragmentos se cortaron de la película terminada y algunos se incorporaron a las películas posteriores de Lloyd. El entorno rural contrastaba con la mayoría de las películas urbanas de Lloyd de mediados a finales de la década de 1920. Se filmó en las zonas rurales de Glendale, Burbank y Altadena (cerca de la actual Pasadena), y las escenas de barcos abandonados se filmaron en la isla Catalina.
Lewis Milestone dirigió la mayor parte de la película, aunque no fue acreditado. Dejó la producción por problemas de contrato con otro estudio.

## Restauración
Kevin Brownlow y David Gill prepararon una versión restaurada de The Kid Brother con una nueva partitura de Carl Davis a principios de la década de 1990. Está disponible en DVD como parte de The Criterion Collection.